# Mezilesice
Mezilesice byla středověká vesnice ležící na území dnešní obce Kobeřice u Brna v okrese Vyškov. První písemná zmínka pochází z roku 1210 a její zánik je datován před rok 1497. Vesnice patřila mezi sídla, která vznikla během středověké kolonizace Moravy. Byla součástí místní feudální správy a nacházelo se zde tvrziště, což naznačuje její strategický a hospodářský význam. Vzhledem k archeologickým nálezům a dochovaným historickým pramenům se předpokládá, že Mezilesice fungovaly jako menší opevněné sídlo, pravděpodobně sloužící k ochraně obchodních cest a správě okolní krajiny. Zánik Mezilesic mohl být důsledkem ekonomických problémů, změn v zemědělské struktuře, nebo vojenských událostí, které zasáhly region v průběhu 15. století. Po jejich opuštění nebyla lokalita znovu osídlena, a její existence byla potvrzena až moderním archeologickým výzkumem a geodetickými měřeními. Dnes jsou na místě patrné pouze terénní relikty, zejména zbytky tvrziště ve formě vyvýšených pahorků a prohlubní.

## Historie
Mezilesice jsou zmiňovány již v roce 1210 v Moravských zemských deskách. Ve středověku zde existovalo tvrziště „Zámčisko“, což svědčí o strategickém významu osady. Vesnice postupně zanikala a v roce 1497 již není zmiňována v žádných pramenech. Předpokládá se, že důvodem zániku mohly být ekonomické problémy, změny ve správě panství nebo válečné události.

## Archeologické nálezy
V roce 1958 zde proběhla archeologická prospekce, která však nebyla doprovázena podrobnou dokumentací antropogenních reliktů. Mezi významné nálezy patří pozůstatky staveb využívající červený pískovec a pec kruhového půdorysu, která byla později přenesena do muzea ve Vyškově. Podle geodetického průzkumu provedeného v roce 2018 se pozůstatky tvrze Mezilesice nacházejí na pozemku p.č. 1568 v přírodním parku Ždánický les. Byla provedena detailní tachymetrická měření a metoda GNSS-RTK, což umožnilo vytvoření účelové mapy tvrziště s vrstevnicemi (0,20 m) v měřítku 1:250. Výzkum také zahrnoval digitální model terénu (DMT) a 3D vizualizaci pozůstatků osídlení.

## Současný stav
Na místě bývalé vesnice se dochovaly terénní pozůstatky tvrziště ve výšce 275 m n. m. Pozůstatky jsou patrné jako mírně vyvýšené pahorky a prohlubně, odpovídající základům středověké tvrze.

## Galerie

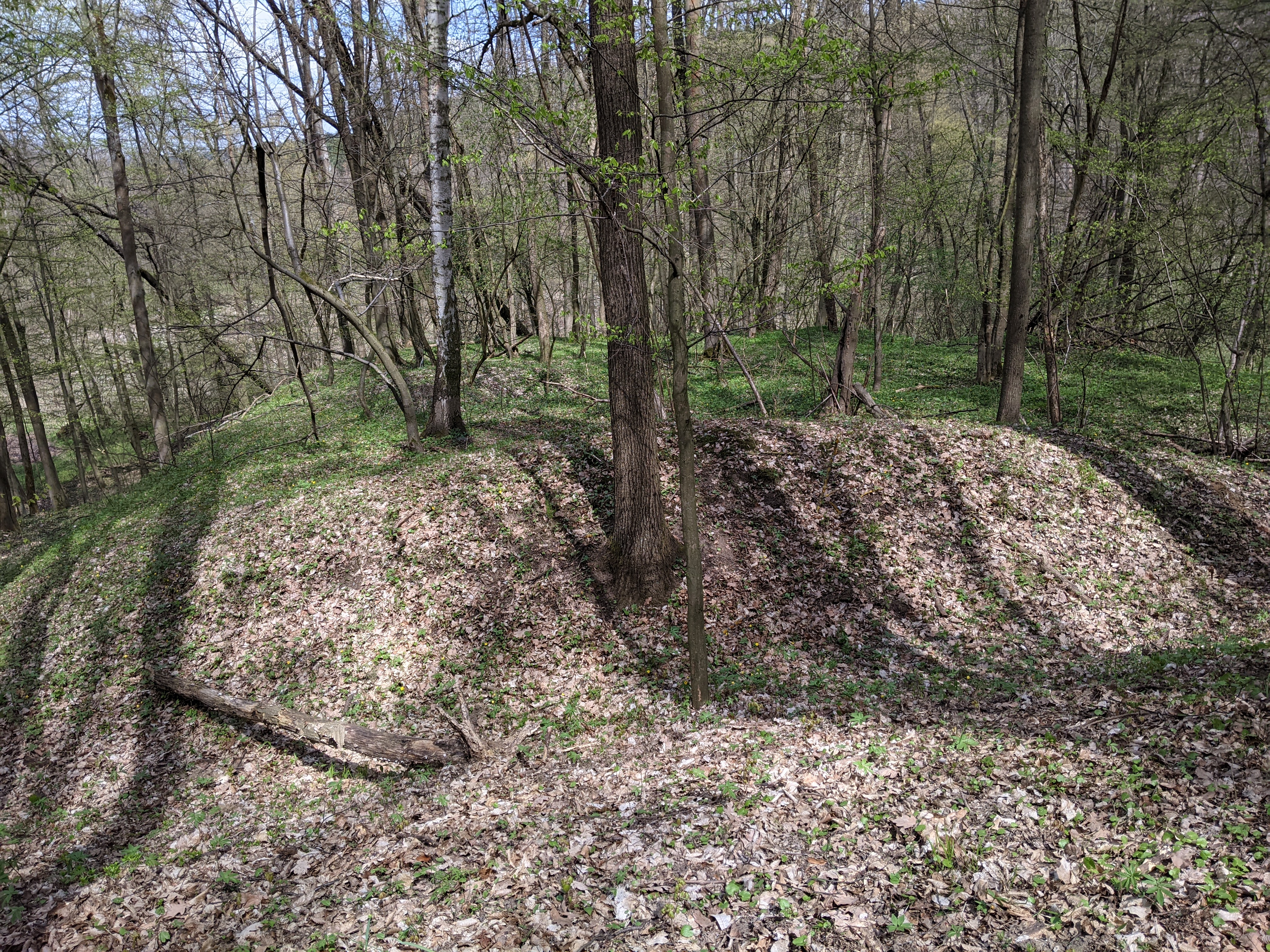
Mezilesice, pohled 1 (2021)
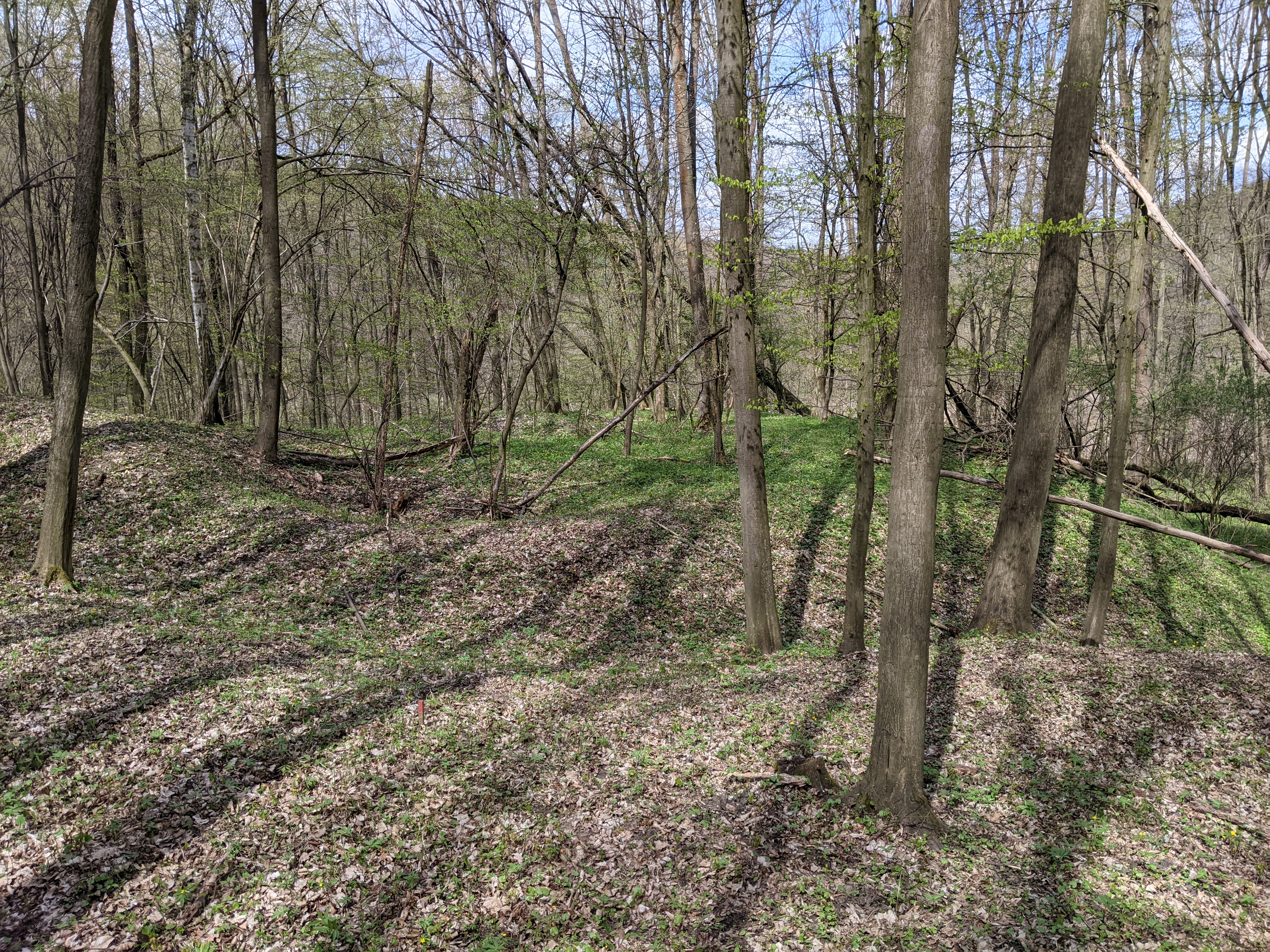
Mezilesice, pohled 2 (2021)
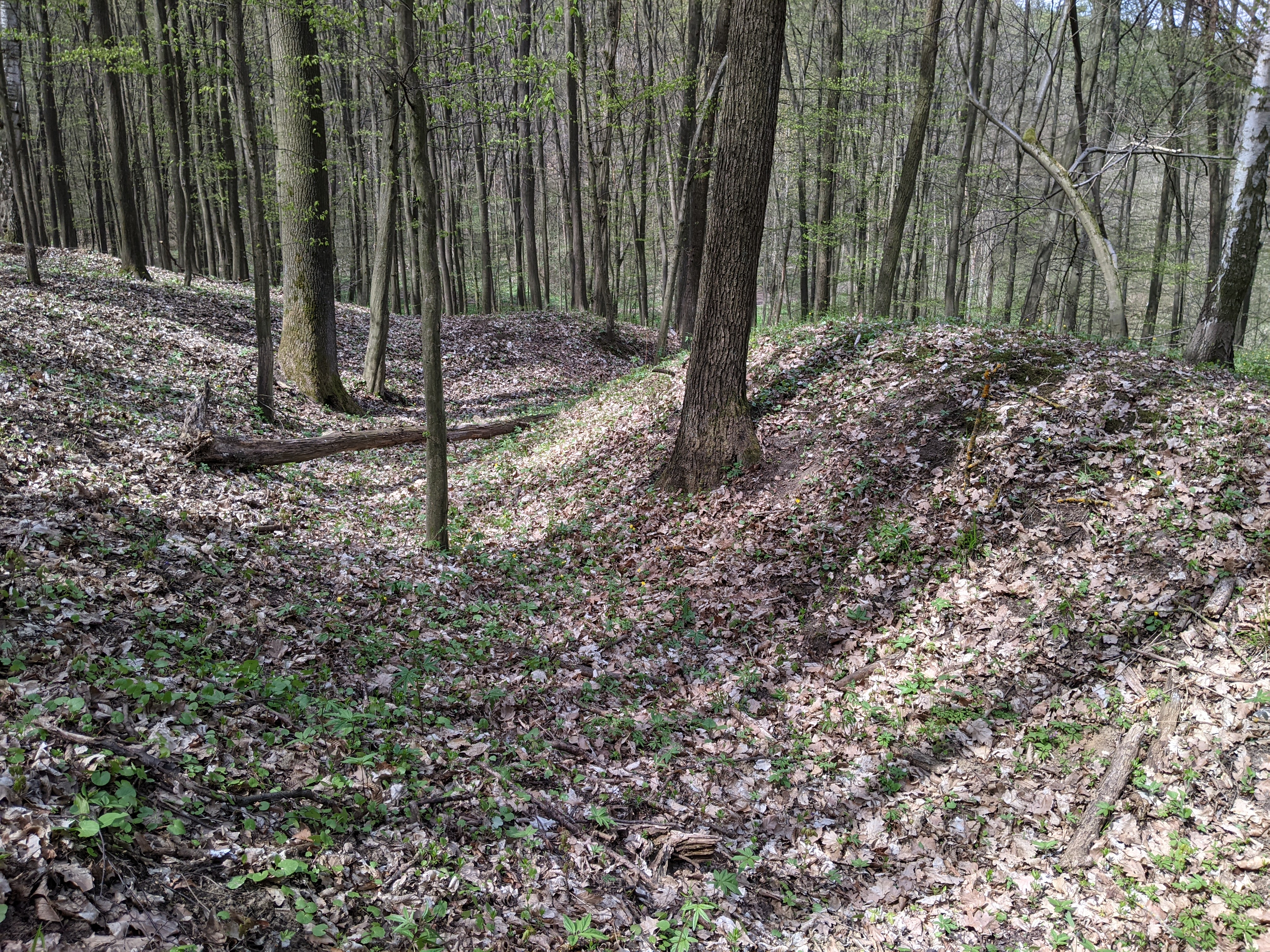
Mezilesice, pohled 3 (2021)
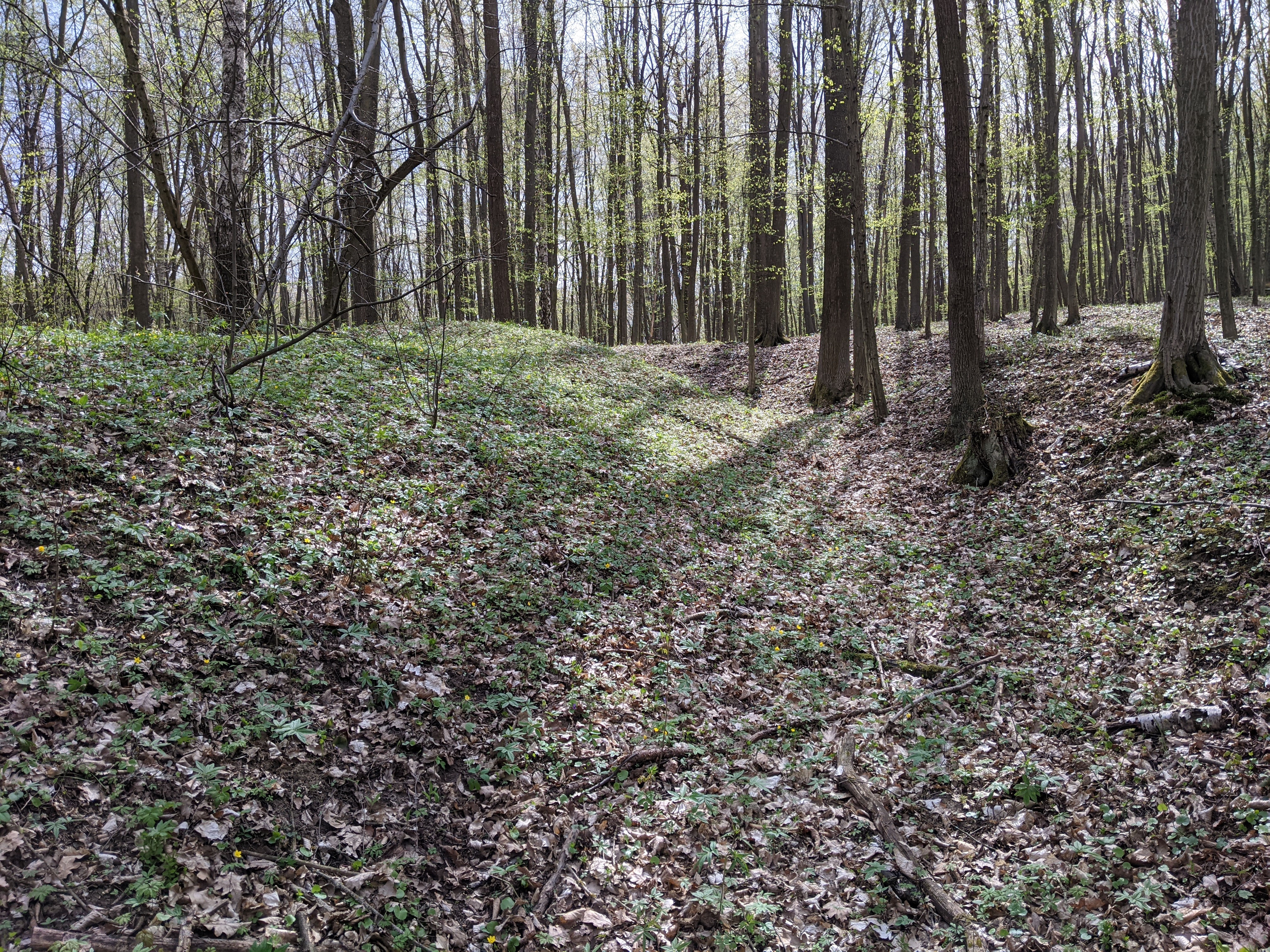
Mezilesice, pohled 4 (2021)